# دومسوهل
دومسوهل (به آلمانی: Domsühl) یک شهر در آلمان است، که در لودویگسلوست-پارشیم واقع شده‌است. دومسوهل ۱٬۳۰۲ نفر جمعیت دارد.